# Dimitrij Łykin
Dimitrij Łykin (ros. Дмитрий Валерьевич Лыкин, ur. 13 marca 1974) – rosyjski strzelec sportowy, brązowy medalista olimpijski z Aten.
Brał udział w trzech igrzyskach (IO 96, IO 00, IO 04). W 2004 był trzeci na dystansie 10 metrów w ruchomej tarczy. W 2002 indywidualnie był mistrzem świata w tej konkurencji. W 1998, 1999 i 2002 zdobył również tytuł mistrza Europy, w 2006 sięgnął po brąz. Medale zdobywał także w innych konkurencjach strzeleckich, m.in. w ruchomej tarczy na dystansie 50 metrów.